# Dry Prong
Dry Prong – wieś w Stanach Zjednoczonych, w stanie Luizjana, w parafii Grant.